# Gorenji Novaki
Gorenji Novaki este o localitate din comuna Cerkno, Slovenia, cu o populație de 253 de locuitori.